# 尚貝國家公園
尚貝國家公園是南蘇丹的國家公園之一，位於瓦達省和湖泊省，成立於1985年，佔地620平方公里，毗鄰城鎮有倫貝克和伊羅勒，野生動物有大角驢羚。